# Orchid (gruppo musicale 2007)
Gli Orchid sono un gruppo musicale heavy metal statunitense, formatosi a San Francisco (California) nel 2007.
Il gruppo ha preso il nome dell'omonima canzone dei Black Sabbath.

## Storia del gruppo
Formatisi nel 2007, gli Orchid realizzano il loro primo EP Through the Devil's Doorway, nel 2009. Il loro album di debutto, Capricorn, viene realizzato nel 2009. Dopo aver firmato nel 2012 per la Nuclear Blast Records, nello stesso album realizzano la loro prima compilation, The Zodiac Sessions. Nello stesso anno pubblicano anche il loro secondo EP, Heretic. Nel 2013 pubblicano il loro secondo album in studio The Mouths of Madness.

## Formazione

### Formazione attuale
- Theo Mindell - voce, sintetizzatori, percussioni (2007 - presente)
- Mark Thomas Baker - chitarra (2007 - presente)
- Keith Nickel - basso (2007 - presente)
- Ted "TJ" Cox - batteria (2015 - presente)

### Ex componenti
- Carter Kennedy- batteria (2007 - 2015)

## Discografia

### Album in studio
- 2011 – Capricorn
- 2013 – The Mouths of Madness

### EP
- 2009 - Through the Devil's Doorway
- 2012 - Heretic
- 2013 - Wizard of War

### Compilation
- 2013 - The Zodiac Sessions